# Henri Jokiharju
Henri Jokiharju (* 17. Juni 1999 in Oulu) ist ein finnischer Eishockeyspieler, der seit März 2025 bei den Boston Bruins in der National Hockey League unter Vertrag steht und für diese auf der Position des Verteidigers spielt. Zuvor war er in der NHL bereits für die Chicago Blackhawks sowie über fünf Jahre für die Buffalo Sabres aktiv. Seinen bisher größten Karriereerfolg feierte er im Trikot der finnischen Nationalmannschaft mit dem Gewinn der Goldmedaille bei der Weltmeisterschaft 2019.

## Karriere
Henri Jokiharju spielte in seiner Jugend in den Nachwuchsabteilungen der Jokerit aus Helsinki, bevor er zur Saison 2015/16 zu Tappara Tampere wechselte und mit deren U20 in der Nuorten SM-liiga antrat, der höchsten Juniorenliga Finnlands. Anschließend entschloss sich der Abwehrspieler zu einem Wechsel nach Nordamerika, wo er fortan für die Portland Winterhawks in der Western Hockey League (WHL) auflief, die ihn im CHL Import Draft des Jahres 2016 an 25. Position ausgewählt hatten. Im Trikot der Winterhawks verzeichnete er in seiner Debütsaison 48 Scorerpunkte, sodass er im folgenden NHL Entry Draft 2017 an 29. Stelle von den Chicago Blackhawks berücksichtigt wurde. Vorerst kehrte der Finne jedoch für eine weitere Spielzeit nach Portland zurück, wobei er seine persönliche Statistik deutlich auf 71 Punkte sowie eine Plus/Minus-Statistik von +47 steigerte und in der Folge ins Second All-Star Team der Western Conference berufen wurde.
Im Juni 2018 unterzeichnete Jokiharju einen Einstiegsvertrag bei den Chicago Blackhawks. In der anschließenden Vorbereitung auf die Saison 2018/19 erspielte sich der Verteidiger einen Platz im Aufgebot des Teams und debütierte somit Anfang Oktober 2018 in der National Hockey League (NHL), wobei er in seinen ersten drei Partien prompt fünf Assists verzeichnen konnte. Im weiteren Verlauf der Spielzeit stand er zu etwa gleichen Teilen in NHL und American Hockey League (AHL) auf dem Eis, beim Farmteam der Blackhawks, den Rockford IceHogs.
Nach seiner ersten NHL-Saison wurde der Finne im Juli 2019 an die Buffalo Sabres abgegeben, die im Gegenzug Alexander Nylander nach Chicago schickten. Dort war er in der Folge über fünf Jahre aktiv, bis er im März 2025 zu den Boston Bruins transferiert wurde, im Tausch für ein Viertrunden-Wahlrecht im NHL Entry Draft 2026.

### International
Erste internationale Erfahrungen sammelte Jokiharju im Jahre 2015, als er mit der finnischen Auswahl am Ivan Hlinka Memorial Tournament sowie an der World U-17 Hockey Challenge teilnahm. Anschließend gewann der Verteidiger mit der finnischen U18-Nationalmannschaft die Goldmedaille bei der U18-Weltmeisterschaft 2016. Die U20-Nationalmannschaft seines Heimatlandes vertrat er anschließend bei den U20-Weltmeisterschaften 2018 und 2019, wobei das Team erst den sechsten Platz belegte und im Jahr darauf den Weltmeistertitel gewann.
Darüber hinaus debütierte Jokiharju im Rahmen der Euro Hockey Tour 2017/18 in der A-Nationalmannschaft Finnlands. Bei der Weltmeisterschaft 2019 gewann er mit dem Team die Goldmedaille. Anschließend nahm der Verteidiger am 4 Nations Face-Off 2025 teil.

## Erfolge und Auszeichnungen
- 2018 WHL West Second All-Star Team

### International
- 2016 Goldmedaille bei der U18-Junioren-Weltmeisterschaft
- 2019 Goldmedaille bei der U20-Junioren-Weltmeisterschaft
- 2019 Goldmedaille bei der Weltmeisterschaft

## Karrierestatistik
Stand: Ende der Saison 2024/25

### International
Vertrat Finnland bei:
| - Ivan Hlinka Memorial Tournament 2015 - World U-17 Hockey Challenge 2015 - U18-Junioren-Weltmeisterschaft 2016 - U20-Junioren-Weltmeisterschaft 2018 | - U20-Junioren-Weltmeisterschaft 2019 - Weltmeisterschaft 2019 - 4 Nations Face-Off 2025 |

(Legende zur Spielerstatistik: Sp oder GP = absolvierte Spiele; T oder G = erzielte Tore; V oder A = erzielte Assists; Pkt oder Pts = erzielte Scorerpunkte; SM oder PIM = erhaltene Strafminuten; +/− = Plus/Minus-Bilanz; PP = erzielte Überzahltore; SH = erzielte Unterzahltore; GW = erzielte Siegtore; 1 Play-downs/Relegation; Kursiv: Statistik nicht vollständig)